# Arroux
L'Arroux è un fiume del centro della Francia, affluente di destra della Loira, lungo 132,4 km. Nasce a Culètre, nel dipartimento del Côte-d'Or, e sfocia presso Digoin, nel dipartimento di Saona e Loira.

## Affluenti principali
I suoi principali affluenti sono: 
- la Canche (o fiume di Lacanche) (sinistra orografica);
- il Pontin (sinistra orografica);
- la Drée (sinistra orografica), che passa a Épinac, Sully, Saint-Léger-du-Bois e che confluisce nell'Arroux a nord di Autun;
- il Ternin (destra orografica);
- la Selle o fiume di Cussy (destra orografica);
- il Méchet (destra orografica);
- il Mesvrin (sinistra orografica), che passa a Marmagne e Mesvres, a valle del quale si getta nell'Arroux;
- la Bourbince (sinistra orografica), che esce dalla palude di Long-Pendu, segue il canale del Centro e bagna Blanzy, Saint-Cyr, Génelard, Palinges, Volesvres e Paray-le-Monial, dove confluisce nell'Arroux.